# Citharichthys cornutus
Citharichthys cornutus is een straalvinnige vissensoort uit de familie van schijnbotten (Paralichthyidae). In 1880, publiceerde Günther voor het eerst op geldige wijze de wetenschappelijke naam van deze soort.